# 當 一個人
《當 一個人》是一部臺灣動畫短片，由黃勻弦和蔡易錦所執導，並獲得金馬獎最佳動畫短片。

## 獎項
| 年度   | 頒獎典禮         | 獎項         | 獲提名        | 結果 |
| ------ | ---------------- | ------------ | ------------- | ---- |
| 2018年 | 臺中國際動畫影展 | 臺灣動畫獎   | 《當 一個人》 | 首獎 |
| 2018年 | 第55屆金馬獎     | 最佳動畫短片 | 《當 一個人》 | 獲獎 |
| 2019年 | 東京動畫獎       | 短片競賽     | 《當 一個人》 | 提名 |
| 2019年 | 2019年臺北電影獎 | 最佳動畫片   | 《當 一個人》 | 獲獎 |
| 2019年 | 2019年臺北電影獎 | 最佳美術設計 | 黃勻弦        | 獲獎 |

## 外部連結
- 開眼電影網上《當 一個人》的資料（繁體中文）
- 豆瓣电影上《當 一個人》的資料 （简体中文）
- 互联网电影数据库（IMDb）上《當 一個人》的资料（英文）